# Promalactis voluta
Promalactis voluta (лат.) — вид ширококрылых молей из рода Promalactis (Oecophoridae). Эндемик Китая. Видовое название происходит от имени типовой местности (Malipo County, Wenshan).

## Распространение
Китай (Guangxi, Hainan, Sichuan, Taiwan, Zhejiang).

## Описание
Небольшие молевидные бабочки с размахом крыльев около 1 см (от 9 до 11,5 мм). Голова коричневая и серая, грудь охристо-жёлтая. Крылья желтовато-коричневые с чёрными и серыми отметинами. Усики чёрные, скапус усика белый снизу, жгутик сверху с беловатыми кольцами. Крылья относительно широкие. Костальные и вентральные области переднего крыла плотно покрыты тёмными чешуйками, образующими плохо определённые темные полосы вдоль базальных 2/5 до 3/4 соответственно, и дорзум с двумя бледными параллельными полосами; гениталии самцов, имеют удлиненный колокольчатый ункус, язычковидный гнатос и вальву с дистальной щетинистой областью.

## Классификация
Вид был описан в 2020 году китайским энтомологом Shuxia Wang (College of Life Sciences, Nankai University, Tianjin, Китай) и включён в видовую группу cornigera -group. Сходен с видом Promalactis cornigera.